# La Piedad, Misantla
La Piedad är en ort i Mexiko.   Den ligger i kommunen Misantla och delstaten Veracruz, i den sydöstra delen av landet, 240 km öster om huvudstaden Mexico City. La Piedad ligger 659 meter över havet och antalet invånare är 129.
Terrängen runt La Piedad är kuperad norrut, men söderut är den bergig. Terrängen runt La Piedad sluttar norrut. Runt La Piedad är det ganska tätbefolkat, med 166 invånare per kvadratkilometer. Närmaste större samhälle är Misantla, 8,1 km norr om La Piedad. Omgivningarna runt La Piedad är en mosaik av jordbruksmark och naturlig växtlighet.